# Svelgen
Svelgen er en by der er administrationsby i Bremanger kommune i Vestland fylke i Norge. Svelgen har 1.224 indbyggere pr. 1. januar 2012. Svelgen er et relativt nyt navn på industribygden inderst i fjorden Nordgulen. Frem til omkring 1912 havde stedet ikke noget navn i det hele taget. Før da blev der almindeligvis refereret til stedet som «bunden af Nordgulen fjord» eller med gårdnavnene Sande eller Rise. Så, i 1912, fandt man at tiden var inde for at give stedet et navn. Det blev da bestemt at bygden skulle opkaldes efter Svelgselva som fra begyndelsen var stedets vigtigste naturressource, og som gav grundlaget for Svelgen som by.
Tidlig i 1900-tallet blev man opmærksom på potentialet i elven. Den første elektriske kraft blev produceret i maj 1918. Det ble da produsert 400 hk. Der blev etableret et zinksmelteværk i Breivika og på Langeneset. Den 3. marts 1924 blev A/S Bremanger Kraftselskab stiftet. I begyndelsen af 1980'erne næsten 2.000 indbyggere, men er siden gået tilbage. Elkem er ejer av smelteværket i Svelgen, som står for en tredjedel af siliciumproduktionen i verden.

## Bjerge omkring Svelgen
- Keipen
- Sandsegga
- Kruna
- Maritinden

## Eksterne kilder og henvisninger
- Wikimedia Commons har flere filer relateret til Svelgen
- Svelgen.no
- Svelgen næringsråd Arkiveret 29. september 2007 hos  Wayback Machine
- Svelgen TIF Arkiveret 18. december 2014 hos  Wayback Machine
- Svelgen Skule Arkiveret 18. april 2009 hos  Wayback Machine